# Natalee Linez
Natalee Linez es una actriz y modelo estadounidense, reconocida por su participación en las series de televisión Siren, The Good Doctor y Power Book III: Raising Kanan.

## Biografía
Linez nació en octubre de 2000. Logró reconocimiento tras su aparición en la serie de televisión Hawaii Five-O en 2019 en el papel de Lindsey. Ese mismo año interpretó el papel recurrente de Nicole Martínez en Siren, seriado del canal por suscripción Freeform. En 2020 interpretó a Casey en el largometraje All About Sex de Dakota Gorman y un año después apareció en el papel principal de Jessica Figueroa en la serie Power Book III: Raising Kanan.
En 2021 registró una aparición en la serie de televisión The Good Doctor.

## Filmografía

### Cine
| Año  | Título          | Papel  | Notas        |
| ---- | --------------- | ------ | ------------ |
| 2019 | The Ladies Room | Ms. 18 | Cortometraje |
| 2020 | All About Sex   | Casey  |              |
| 2021 | The Match       | Ari    | Cortometraje |

### Televisión
| Año  | Título                        | Papel            | Notas        |
| ---- | ----------------------------- | ---------------- | ------------ |
| 2019 | Siren                         | Nicole Martínez  | 12 episodios |
| 2019 | Hawaii Five-0                 | Lindsey          | 1 episodio   |
| 2021 | Power Book III: Raising Kanan | Jessica Figueroa | 9 episodios  |
| 2021 | The Good Doctor               | Alma García      | 1 episodio   |
| 2024 | Tell Me Lies                  | Lydia Montgomery | 3 episodios  |
| 2025 | Chicago PD                    | Valerie Soto     | 2 episodios  |